# Herschel (cràter marcià)
Herschel és un gegantí cràter d'impacte del planeta Mart situat al sud-oest del cràter Gale, a 14.9° sud i 230.3° oest. L'impacte va causar una depressió de 304,5 quilòmetres de diàmetre. El nom va ser aprovat el 1991 per la Unió Astronòmica Internacional, en honor de l'astrònom alemany William Herschel (1738 - 1822).

## Dunes de sorra mòbils

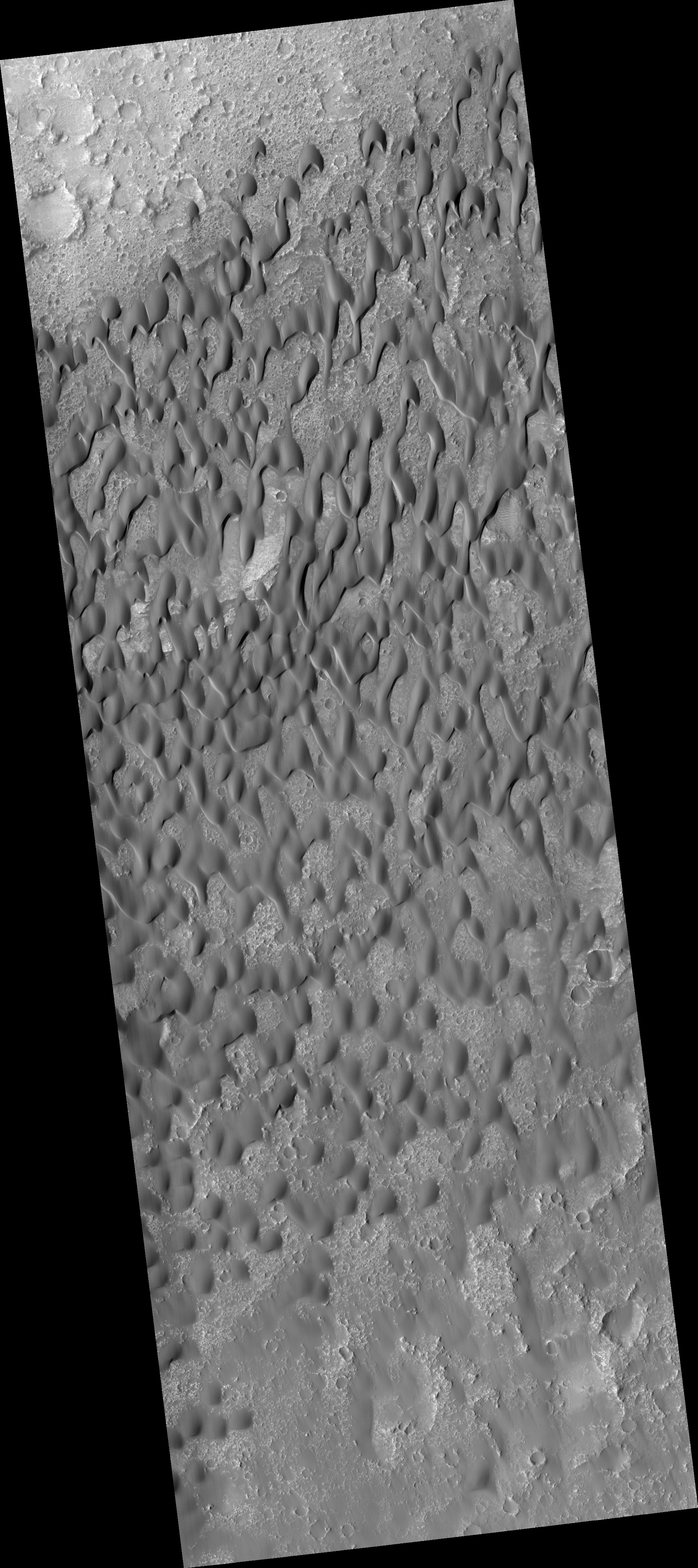
Dunes fosques en el cràter Hershel.

Herschel (Imatge infraroja THEMIS)

Les imatges del Mars Global Surveyor van mostrar que les dunes de sorra en el fons del cràter Herschel no romanen estacionàries (com es creia anteriorment), sinó que es desplacen amb el temps. Les imatges de les fotos preses per la càmera HiRISE del Mars Orbiter el 3 de març de 2007 i l'1 de desembre de 2010 mostren un canvi clar de les dunes i ondulacions del terreny.
Una recerca publicada en la revista Icarus afirmava que les dunes del cràter Hershel s'havien mogut 0,8 m en un lapse de temps de 3,7 anys terrestres. També es va determinar que l'ondulació de les dunes es va moure 1,1 m en aquest període.